# Hylaeus leptospermi
Hylaeus leptospermi är en biart som först beskrevs av Cockerell 1922.  Hylaeus leptospermi ingår i släktet citronbin, och familjen korttungebin. Inga underarter finns listade i Catalogue of Life.

## Bildgalleri

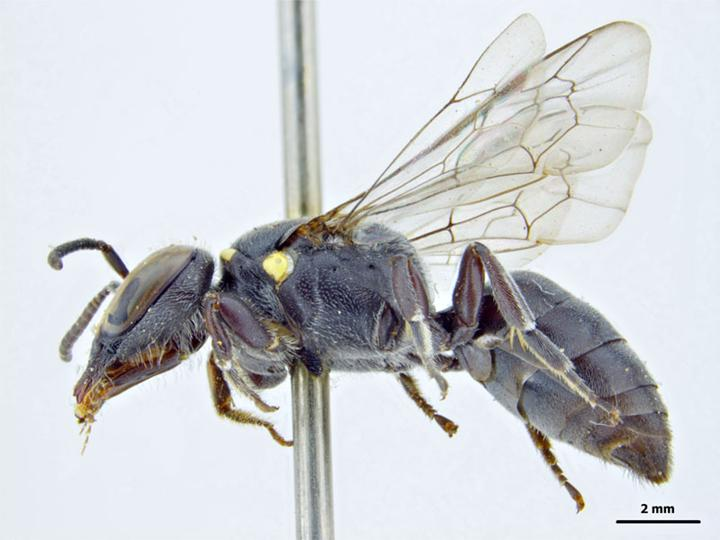
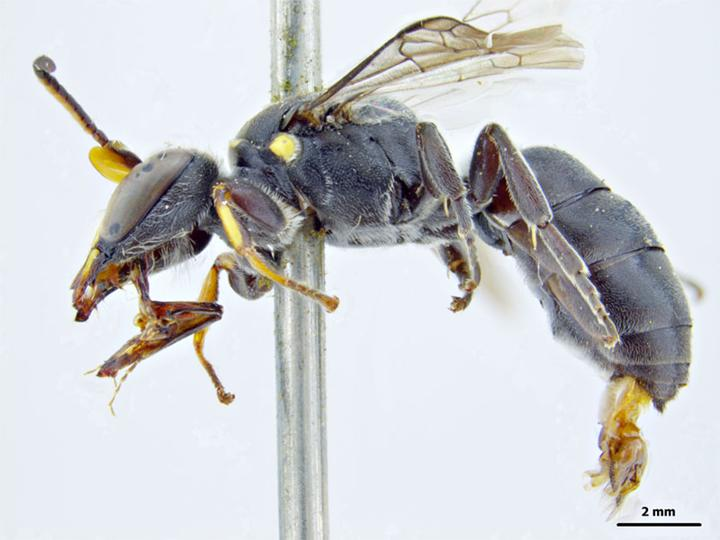